# 아종
아종(亞種, 영어: subspecies)은 분류학상 종의 하위단계로, 장래에 별개의 종으로 분화될 가능성이 있는 것으로 간주된다. 아종 상호간은 공통된 형질을 많이 지녔고 교배가 가능하며 교배종은 번식력이 있다. 품종, 변종은 아종의 하위단계로 아종과는 다른 개념이다. 다만 종에 따라서는 아종 없이 종 아래에 바로 품종이나 변종만 있는 경우도 있다.
동물학에서 국제동물명명규약에 따라 아종은 이름을 받을 수 있는 종 아래의 유일한 분류학적 순위이다. 식물학 및 균류학에서는 조류, 균류 및 식물에 대한 국제 명명법에 따라 종 이하 등급(예: 변종)이 명명될 수 있다. 세균학 및 바이러스학에서는 표준 세균 명명법 및 바이러스 명명법에 따라 다른 중요한 종 이하 순위를 인식하기 위한 권장 사항이 있지만 엄격한 요구 사항은 없다.
분류학자는 아종을 인식할지 여부를 결정한다. 두 개의 서로 다른 개체군을 완전한 종이 아닌 아종으로 인식하는 일반적인 기준은 일부 수컷 자손이 불임일지라도 상호 교배할 수 있는 능력이다. 야생에서는 지리적 고립이나 성선택으로 인해 아종들이 서로 교배하지 않는다. 아종 간의 차이는 일반적으로 종 간의 차이보다 덜 뚜렷한다.

## 명명법
이명법을 사용해 나타내는 종의 학명은 두 개의 라틴어 단어로 구성된다. 첫 번째 단어는 해당 종이 속한 속을 나타내며 두 번째 단어는 종을 나타낸다. 아종의 학명은 이와 약간 다르다. 동물학에서는 국제동물명명규약(ICZN)에 따라 아종의 학명을 삼명법으로 나타내며, 세 개의 단어로 구성한다. 앞의 두 단어는 이명법을 사용할 때와 의미가 같고, 마지막 세 번째 단어가 아종을 나타낸다. 일례로, 분류 단계 상으로 종에 속하는 표범의 학명을 이명법으로 나타내면 Panthera pardus이고 표범의 아종 가운데 하나인 인도표범의 학명을 삼명법으로 나타내면 Panthera pardus fusca이다. 학명을 표기할 때에는 보통 이탤릭체를 사용하여 표기한다.
식물학에서, 아종의 학명을 표기할 때에는 아종명 앞에 subspecies(subsp. 혹은 ssp.로 축약하여 나타낼 수 있다.)를 붙인다. 예를 들어,  Schoenoplectus californicus subsp. tatora와 같이 표기하여 식물의 아종의 학명을 나타낼 수 있다.

### 승명아종
동물명명법에서, 종이 여러 아종들로 나뉠 때, 해당 종의 모식표본이 포함되는 아종을 승명아종(承名亞種, nominotypical subspecies, nominate subspecies) 혹은 모식아종이라 한다. 승명아종의 학명에서 아종명은 종소명과 같다. 일례로, Motacilla alba alba(보통 M. a. alba로 축약)는 알락할미새(Motacilla alba)의 승명아종이다.

### 아종 여부가 불확실한 경우
동물학자들 사이에서 특정한 개체군이 특정한 종 하위에 속하는 아종인지, 아니면 별개의 종인지에 대해 의견이 갈리는 경우 종소명을 괄호로 묶어 나타내기도 한다. 예를 들어 미국재갈매기의 학명은 Larus (argentatus) smithsonianus로 이는 동물학자들이 미국재갈매기를 Larus argentatus라는 종에 속하는 아종으로 보기도 하고, Larus smithsonianus라는 별개의 종으로 보기도 한다는 것을 의미한다.

## 기준
아종은 종보다 낮은 분류학적 순위이다. 이는 동물학 코드에서 인정되는 유일한 순위이며, 식물학 코드에서는 종 아래의 세 가지 주요 순위 중 하나이다. 지리적으로 분리된 한 종의 개체군이 인식 가능한 표현형 차이를 보일 때 생물학자는 이들을 별도의 아종으로 식별할 수 있다. 아종은 종의 인정된 지역 변종이다. 식물학자와 균류학자는 개체군 간의 작은 차이를 인식하기 위해 변종(varietas) 또는 형태(forma)와 같은 아종보다 낮은 순위를 선택할 수 있다.

## 다형종과 단형종
아종을 2개 이상 가지는 종을 다형종(多形種, polytypic species)이라 한다. 이와 반대로 아종을 가지지 않는 종을 단형종(單形種, monotypic species)이라 한다.

## 같이 보기
- 재배품종
- 생태형
- 재래 품종
- 표현형
- 다형성 (생물학)
- 품종
- 변종